# Jugendschutzsache
Jugendschutzsachen sind Strafverfahren, die Straftaten Erwachsener an Kindern und Jugendlichen zum Gegenstand haben. Ebenso zählen dazu Verstöße gegen Vorschriften, die den Jugendschutz und die Jugenderziehung betreffen.
In solchen Verfahren sind, auch wenn sie sich ausschließlich gegen Erwachsene richten, gemäß § 26 Abs. 1 des Gerichtsverfassungsgesetzes auch die Jugendgerichte zuständig (Jugendrichter, Jugendschöffengericht, Jugendkammer). Es handelt sich hier um eine Doppelzuständigkeit. Die Staatsanwaltschaft soll Anklage zum Jugendgericht erheben, wenn die Vernehmung kindlicher oder jugendlicher Zeugen zu erwarten oder dies sonst wegen der besonderen Sachkunde des Jugendgerichts geboten ist.